# Maianthemum
Maianthemum là một chi thực vật có hoa trong họ Asparagaceae.

## Danh sách loài
- Maianthemum amoenum
- Maianthemum amplexicaule
- Maianthemum atropurpureum
- Maianthemum bifolium (L.) F.W.Schmidt
  - Maianthemum bifolium subsp. kamtschaticum
  - Maianthemum bifolium var. dilatatum
  - Maianthemum bifolium var. kamtschaticum
  - Maianthemum bifolium var. yakushimanum
- Maianthemum canadense Desf. 
  - Maianthemum canadense subsp. interius
  - Maianthemum canadense var. carolinianum
  - Maianthemum canadense var. interius
  - Maianthemum canadense var. ovale
- Maianthemum comaltepecense
- Maianthemum cordatum
- Maianthemum cordifolium
- Maianthemum dahuricum
- Maianthemum dilatatum (Alph.Wood) A.Nelson & J.F.Macbr.
- Maianthemum dulongense
- Maianthemum flexuosum
- Maianthemum formosanum
- Maianthemum forrestii
- Maianthemum fusciduliflorum
- Maianthemum fuscum
  - Maianthemum fuscum f. papillosum
  - Maianthemum fuscum var. pilosum
- Maianthemum gigas
  - Maianthemum gigas var. crassipes
- Maianthemum gongshanense (Maianthemum gongshanensis)
- Maianthemum henryi
  - Maianthemum henryi var. szechuanicum
- Maianthemum hondoense
- Maianthemum intermedium
- Maianthemum japonicum
- Maianthemum kamtschaticum
- Maianthemum lichiangense
- Maianthemum macrophyllum
- Maianthemum mexicanum
- Maianthemum monteverdense
- Maianthemum nanchuanense
- Maianthemum nipponicum
- Maianthemum oleraceum
  - Maianthemum oleraceum var. acuminatum
- Maianthemum oligophyllum
- Maianthemum pallidum
- Maianthemum paludicolum
- Maianthemum paniculatum
- Maianthemum purpureum
- Maianthemum racemosum (L.) Link 
  - Maianthemum racemosum subsp. amplexicaule
  - Maianthemum racemosum var. amplexicaule
- Maianthemum robustum
- Maianthemum salvinii
- Maianthemum scilloideum
- Maianthemum septifolium
- Maianthemum smilacinum
- Maianthemum stellatum (L.) Link
- Maianthemum stenolobum
- Maianthemum szechuanicum
- Maianthemum tatsienense (orthographic variant M. tatsiense)
  - Maianthemum tatsienense var. stenolobum
- Maianthemum tatsiense
- Maianthemum trifolium
- Maianthemum tubiferum
- Maianthemum umbellatum
- Maianthemum viridiflorum
- Maianthemum wardii
- Maianthemum yesoense

## Hình ảnh

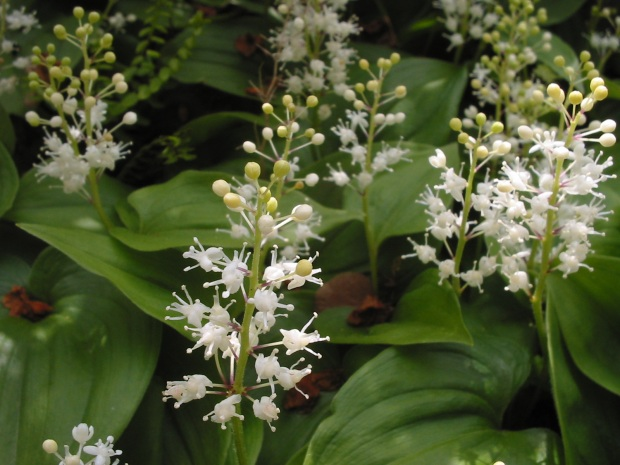
Maianthemum bifolium
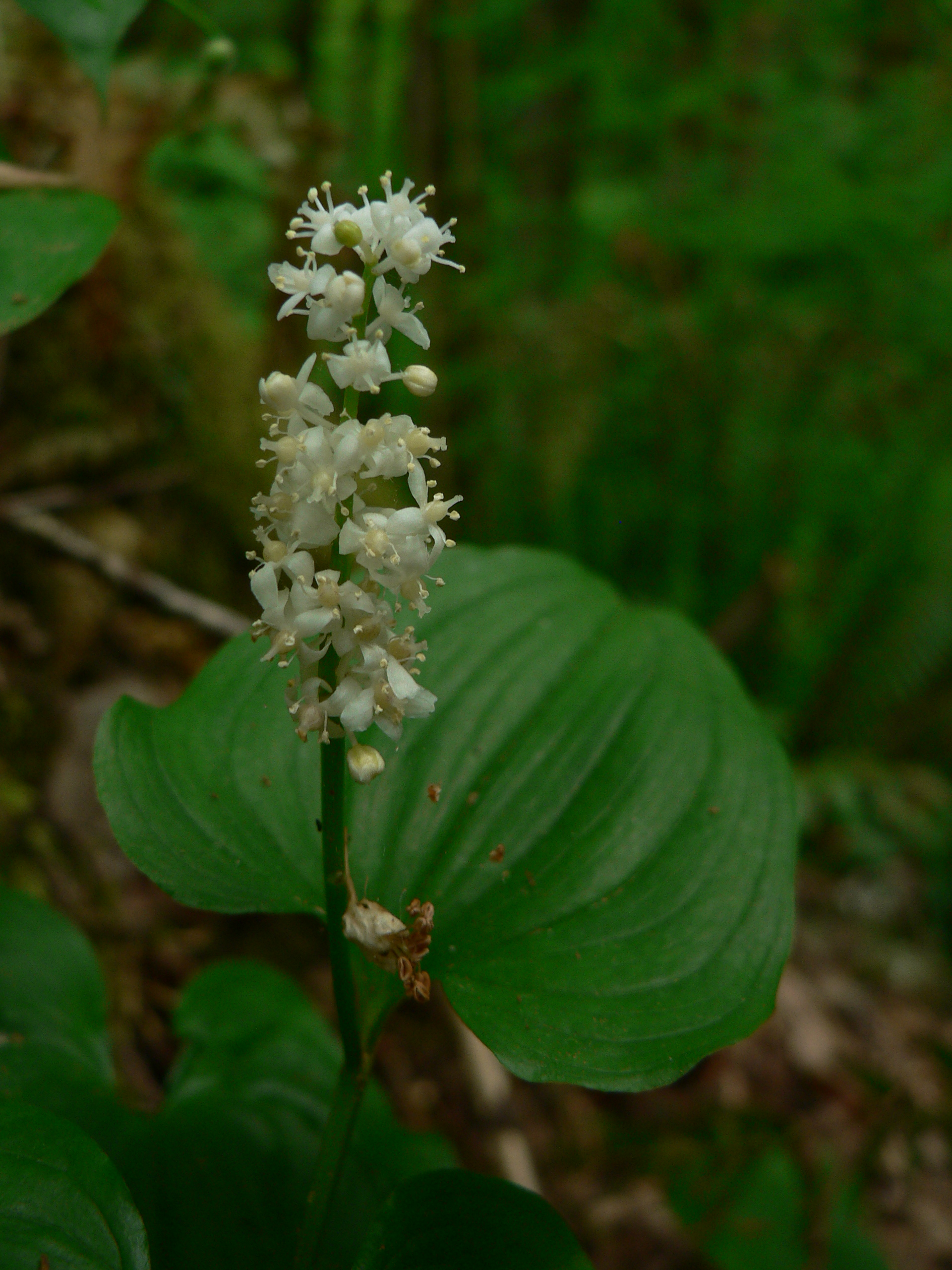
Maianthemum dilatatum
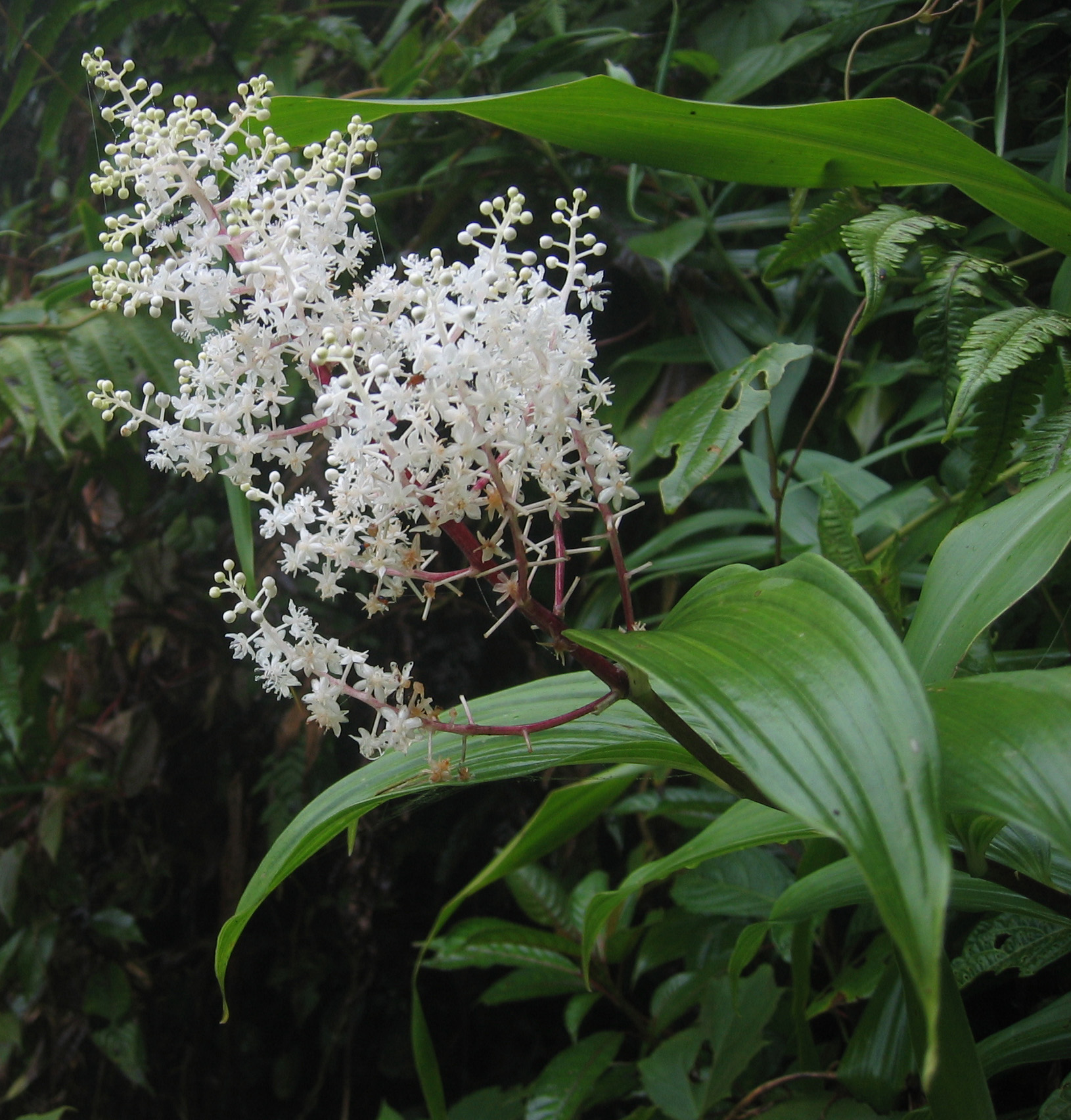
Maianthemum gigas

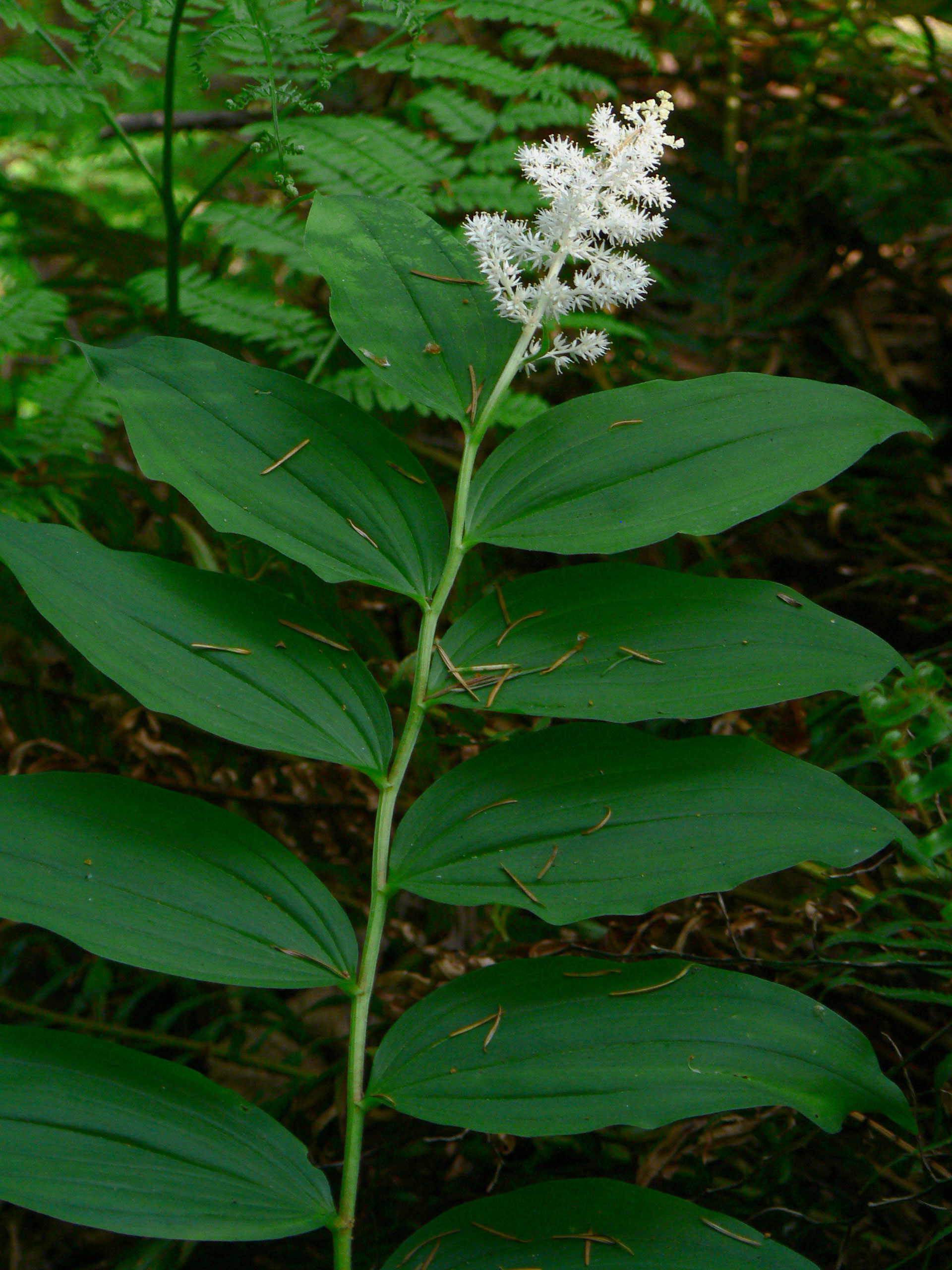
Maianthemum racemosum
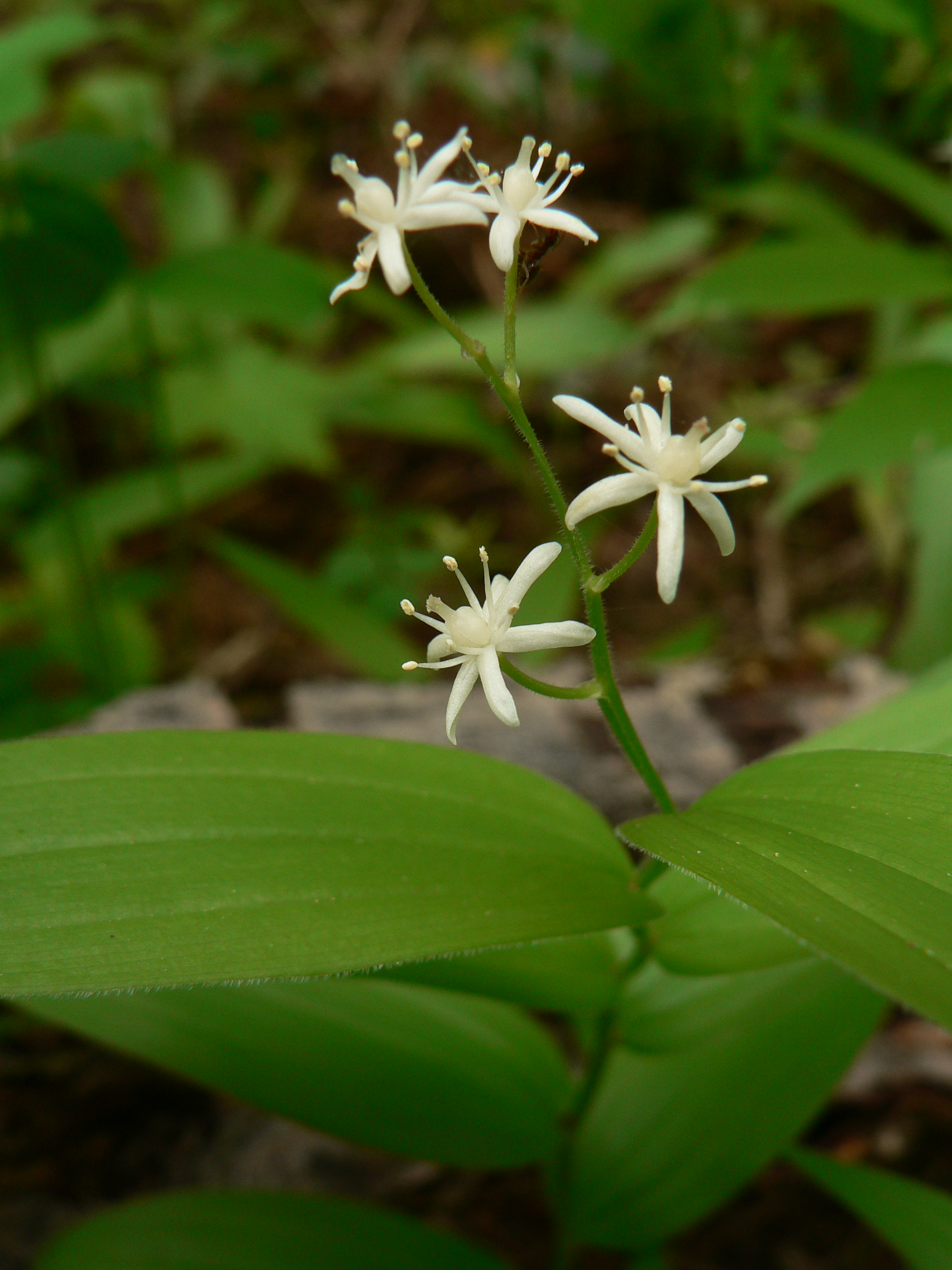
Maianthemum stellatum